# Ogașu cu Raci
Râul Ogașu cu Raci este un curs de apă, afluent al râului Gusec. 

## Hărți
- Munții Anina [nefuncțională – arhivă]
- Harta Județului Caraș-Severin